# Tides of Unrest / Berlin 2023
Tides of Unrest / Berlin 2023  ist ein Musikalbum von Jeff Arnal und Dietrich Eichmann. Die am 30. April und am 1. Mai 2023 im Zentri.Fuge Studio in Berlin entstandenen Aufnahmen erschienen am 9. Januar 2025 auf NoBusiness Records.

## Hintergrund
Schlagzeuger Jeff Arnal und Pianist Dietrich Eichmann nahmen in den 2000er-Jahren im Duo die Alben The Temperature Dropped Again  (2004) und Live in Hamburg (2007) auf, bevor sie sich mit anderen Musikern zusammenschlossen, um die Gruppe zu erweitern, mit John Hughes und Astrid Weins (Pail Bug, 2011). Tides of Unrest / Berlin 2023 fängt eine ihrer zwei Jahrzehnte andauernden Begegnungen als Duo ein, deren Zeit und Ort durch den Titel deutlich gemacht werden.

## Titelliste
- Jeff Arnal, Dietrich Eichmann: Tides of Unrest / Berlin 2023 (NoBusiness Records – NBLP 158)[2]

1. Turn of Tides 6:16
2. Color Field 11:56
3. Brush and Hammers 5:30
4. The Secret of Things 11:52
5. Watching Shadows (digital only) 6:26
6. Slow-Slip Faults (digital only) 3:19
7. Phantom Cage (digital only) 5:41
8. Sounds of a Garden (digital only) 9:47

## Rezeption
Jeff Arnal und Dietrich Eichmann seien bei „Tides of Unrest / Berlin 2023“ in Höchstform, denn es gebe Synergien in Hülle und Fülle, die nie ins Wanken geraten, egal, wie viele Risiken jeder von ihnen eingehe, lobt S. Victor Aaron (Something Else!). Spontan komponierte Duo-Musik in Berlin scheine ein Trend sein. Solche Duette sind eigentlich nichts Neues; Cecil Taylor habe in den 1980er-Jahren eine ganze Reihe von Platten aufgenommen, die nur von einem Schlagzeuger begleitet wurden, und er war vielleicht einer der wenigen, die über eine Stunde lang mit einem Schlagzeuger improvisieren und die Spannung während des gesamten Auftritts aufrechterhalten konnten. Aber Jeff Arnal und Dietrich Eichmann würden zeigen, dass auch sie dazu in der Lage seien. An diesem Frühlingstag im Jahr 2023 seien sie voll bei der Sache gewesen, denn es herrsche eine enorme Synergie, die nie ins Wanken gerate, egal wie viele Chancen die beiden nutzten.